# اختبار رسم شخص

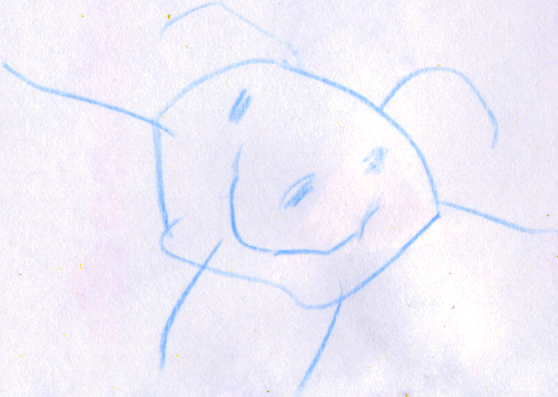
اختبار رسم شخص مبتسم لطفل يبلغ من العمر أربعة أعوام ونصف

يُعد اختبار رسم شخص (دي إيه بّي، أو اختبار دي إيه بّي، أو اختبار رسم شخص لغوديناف-هاريس) اختبار شخصية إسقاطي نفسي أو اختبار معرفي يستخدم لتقييم الأطفال والمراهقين لمجموعة متنوعة من الأغراض.

## لمحة تاريخية
طورت فلورنسا غوديناف هذا الاختبار في الأصل عام 1926، عُرف هذا الاختبار لأول مرة باختبار رسم شخص لغوديناف. يُفصل الاختبار في كتابها قياس الذكاء بالرسومات. نقّح الدكتور ديل ب. هاريس لاحقًا الاختبار ووسعه وأصبح يُعرف الآن باسم اختبار رسم غوديناف-هريس. فُصلت المراجعة والتوسيع في كتابه رسومات الأطفال كمقاييس للنضج الفكري (1963).
كتب عالم النفس جوليان جاينز، في كتابه الصادر عام 1976 منشأ الوعي في انهيار العقل ثنائي الحجرات، أن الاختبار «يُجرى بشكل روتيني كمؤشر على الفصام»، رغم عدم معاناة جميع مرضى الفصام من مشكلة في رسم شخص، فإنهم عندما يعانون من ذلك، يكون ذلك دليلًا واضحًا على وجود اضطراب. يمكن أن تشمل العلامات المحددة إهمال المريض لتضمين «أجزاء تشريحية واضحة مثل اليدين والعينين» مع «خطوط غير واضحة وغير متصلة» وغموض الجنس وتشويه عام. لم يتم التحقق من صحة هذا الاختبار كمؤشر على مرض الفصام. أظهر تشابمان وتشابمان (1968)، في دراسة كلاسيكية للربط وهمي، أن دليل التقييم، العيون الكبيرة مثلًا كمؤشر على جنون الارتياب، يمكن أن ينشأ من المعتقدات الساذجة لدى الطلاب الجامعيين. وبالمثل، لم يجد هاريس أي صحة في اختبار الشخصية من خلال رسم صورة شخصية بشرية. ورفض استخدام «نظرية مُفصلة للرمزية» لتفسير أسلبة الصفات، بل فضل ترك القيادة للطفل بسؤاله «أخبرني عن هذا» بعد الرسم.

## التقييم
لتقييم الذكاء، يستخدم مسؤول الاختبار رسم الشخص: نظام التقييم الكمي (كيو إس إس). يحلل هذا النظام أربعة عشر جانبًا مختلفًا من الرسومات (مثل أجزاء الجسم المحددة والملابس) لمعايير مختلفة، بما فيها التواجد أو الغياب والتفاصيل والتناسب. يضم مقياس غوديناف الأصلي 46 عنصر تقييم لكل رسم، مع 5 عناصر إضافية للرسومات في الملف الشخصي. يضم مقياس هاريس 73 عنصرًا للشخصيات المذكرة و71 عنصرًا للشخصيات المؤنثة. تستخدم الإصدارات الأحدث 64 عنصر تقييم لكل رسم. تُسجل درجة قياسية منفصلة لكل رسم، ويُجمع إجمالي النقاط للثلاثة. يهدف استخدام مهمة غير لفظية وغير مهددة لتقييم الذكاء إلى استبعاد المصادر المحتملة للتحيز عن طريق تقليل المتغيرات مثل اللغة الأساسية والمهارات اللفظية وإعاقات التواصل والحساسية للعمل تحت الضغط. ولكن يمكن أن تتأثر نتائج الاختبار بتجربة الرسم السابقة، وهو عامل قد يفسر ميل أطفال الطبقة المتوسطة إلى الحصول على درجات أعلى في هذا الاختبار من أطفال الطبقة الدنيا، الذين تتاح لهم غالبًا فرص أقل للرسم.
لتقييم الخاضع للاختبار من ناحية المشاكل العاطفية، يستخدم المسؤول رسم شخص: إجراء فحص الاضطرابات العاطفية (إس بّي إي دي) لتسجيل الرسومات. يتكون هذا النظام من نوعين من المعايير. بالنسبة للنوع الأول، تُقييم ثمانية أبعاد لكل رسم وفقًا لمعايير الفئة العمرية للطفل. بالنسبة للنوع الثاني، يُراعى 47 عنصرًا مختلفًا لكل رسم.